# Parau Sorat (Sipirok)
Parau Sorat is een bestuurslaag in het regentschap Tapanuli Selatan van de provincie Noord-Sumatra, Indonesië. Parau Sorat telt 1276 inwoners (volkstelling 2010).